# Valsecca
Valsecca là một đô thị ở tỉnh Bergamo trong vùng Lombardia, có vị trí cách khoảng 50 km về phía đông bắc của Milano và khoảng 20 km về phía tây bắc của Bergamo. Tại thời điểm ngày 31 tháng 12 năm 2004, đô thị này có dân số 411 người và diện tích là 5,2 km².
Valsecca giáp các đô thị: Brumano, Carenno, Costa Valle Imagna, Erve, Rota d'Imagna, Sant'Omobono Imagna.